# NGC 7120
NGC 7120 é uma galáxia espiral (Sb) localizada na direcção da constelação de Aquarius. Possui uma declinação de -06° 31' 23" e uma ascensão recta de 21 horas, 44 minutos e 33,2 segundos.
A galáxia NGC 7120 foi descoberta em 3 de Agosto de 1864 por Albert Marth.